# Larix groenlandii
Larix groenlandii was een fossiele naaldboomsoort uit het Plioceen (ca. 3-5 miljoen jaar geleden). Deze boom was een belangrijk onderdeel van de uitgebreide bossen die in die tijd het noorden van het huidige Canada en Groenland bedekten. L. groenlandii was een ware reus.
Het museum van Kopenhagen bezit een 3 m lange stam van deze boomsoort van ong. 2,3 miljoen jaar geleden, die gevonden is in de Kap København Formatie in het uiterste noorden van Groenland. Dit is ook ongeveer de tijd dat de ijstijden een aanvang namen.
Er zijn ook op Ellesmere Island vondsten gedaan van deze soort.
De pijnappels lijken op die van L. omoloica en L. occidentalis, maar zijn dermate verschillend van beide dat het een andere soort geweest moet zijn.